# Schlierbach (Württembersko)
Schlierbach je obec v okrese Göppingen v Bádensku-Württembersku.

## Historie
Schlierbach byl majetkem vévodství Teck, jehož území zdědilo v roce 1381 hrabství Württembersko. Schlierbach přešel plně pod vládu Württemberska v roce 1439, kdy došlo k odkoupení všech práv nad obcí. Od roku 1485 bylo přiřazeno ke správnímu okresu Göppingen. Po druhé světové válce se Schlierbach výrazně rozrostl, zejména do konce 60. let 20. století.

## Zeměpis
Na území obce se nacházely dvě opuštěné vesnice: Bolzhausen a Brühlmannshof. Schlierbach je ve vzájemně prospěšném svazku obcí s městem Eislingen.

### Erb
Ve znaku Schlierbachu je modré pole, které protínají dvě žluté vlnovky. V horní části erbu je žlutý náčelník s jeleními parohy v černém poli. Žluté čáry odkazují na místní potok Schlierbach a jeho přítoky, zatímco jelení paroh je odkazem na Württembersko. Tento znak byl Schlierbachu poprvé udělen poválečnou prozatímní vládou Württemberska-Badenska 21. ledna 1948 a znovu schválen a obecní vlajka vydána spolkovým ministerstvem vnitra 18. prosince 1958.

## Doprava
Schlierbach je napojen na německou silniční síť po silnici Bundesstraße 297. Místní veřejnou dopravu zajišťuje společnost Filsland Mobilitätsverbundes.